# Tętniaki septyczne
Tętniaki septyczne, mykotyczne (ang. infectious, septic aneurysms) – tętniaki powstające w dystalnych odcinkach tętnic mózgowia (najczęściej tętnicy środkowej mózgu) w następstwie zapalenia szerzącego się na ścianę tętnicy z zakażonej skrzepliny zatorowej.

## Etiologia
- Streptococcus viridans
- Staphylococcus aureus
- grzyby z rodzaju Aspergillus

## Powikłania
- krwawienia śródmózgowe[1]